# Herbert Lespinasse
Pour les articles homonymes, voir Lespinasse.
Herbert Lespinasse, né le 13 juin 1884 à Stamford dans le Connecticut, et mort le 3 septembre 1972 à Neuilly-sur-Seine, est un graveur et peintre américain, installé en France. 

## Biographie
Américain, vraisemblablement d'origine française, Herbert Lespinasse arrive à Paris vers 1902, et entre à l'académie Julian, dans la classe de Jean-Paul Laurens, puis vers 1904, à l'école des beaux-arts où il suit les cours du graveur Stéphane Pannemaker avec lequel il pratique toutes les formes de gravure, dont le bois et la pointe sèche, ainsi que de Jules Germain (1877-1946). En 1903, il effectue un Grand Tour en Italie (Toscane, Rome, Naples, Paestum), en compagnie de Charles Dufresne. Il se lie d'amitié avec Maurice Achener.
En 1908, il fréquente l'atelier du Bateau-Lavoir, se rapproche de Juan Gris qui l'initie au cubisme, et de Démétrios Galanis. Il expose cette même année pour la première fois avec la Société nationale des beaux-arts, un portrait dessiné ; son adresse est 5 quai d'Anjou, lieu qu'il traduira en gravure. En 1909 et 1910, il participe de nouveau au salon de la SNBA, présentant cette fois des gravures, en plus de dessins et de gouaches inspirées de Montmartre. Il expose ensuite au Salon d'automne et au Salon des Tuileries.
Il épouse la Française Gaby Depeyre (1888-1971) ; elle croise Picasso, vers 1915-1916, et pose pour lui. Au cours des années 1950, Gaby cherche à vendre une toile offerte par le maître et, pour justifier l'origine de la peinture, révèle au grand jour leur ancienne liaison. 
Il a produit plusieurs centaines de gravures sur bois. Influencés par le surréalisme, les deux premiers albums de bois sortent en 1923 et en 1935, et sont marqués par les paysages maritimes bretons ou méditerranéens, la vie sous-marine, New York,  hantés par un fantastique à la Edgar Allan Poe ; la critique de son temps salue sa technique avec enthousiasme. Le premier, Horizons artificiels, comprend 25 planches ; le second, Phosphorescences, 26 planches et un texte de Jules Supervielle l'accompagne.
Avec Marie Laurencin et Jean Émile Laboureur, il est le refondateur de la Société des peintres-graveurs français (1926).
Durant l'entre-deux-guerres, il fait de nombreux séjours à Saint-Tropez et prend la mer à bord d'un voilier. Il devient l'ami du peintre André Dunoyer de Segonzac et de son épouse Nicole, avec lesquels, Gaby et lui vivent à bord du bateau,.
Herbert Lespinasse reste en France au moment de l'entrée dans la Seconde Guerre mondiale en septembre 1939. Il fut le seul Américain rescapé après avoir été déporté au camp de concentration de Buchenwald, par le convoi du 30 juillet 1944 au départ de Toulouse. Du fait de sa nationalité américaine, les Français faisant partie de son convoi l'avaient déclaré comme Français. Il portait donc le triangle rouge des déportés politiques, avec la lettre « F ». Il ne recommence à produire des gravures qu'en 1947, après bien des difficultés, comme il l'explique au peintre Marcel Mouillot dans leur correspondance. 
Le 25 juin 1958, il est élu membre correspondant de l'Académie des beaux-arts.
Dans les années 1960, il commence à graver non plus le bois mais le plexiglas.
En octobre-novembre 1971, il expose 54 gravures à la bibliothèque municipale de Mulhouse sous l'auspice de la société Godefroy Engelmann.
Il avait fait construire une maison-atelier au 3 avenue Perronet à Neuilly-sur-Seine.

## Œuvre

### Conservation
La Bibliothèque nationale de France conserve un fonds important d'estampes.
- Rade foraine, 1956, gravure sur bois, Collection Musée national des beaux-arts du Québec[12]

La peintre américaine Antoinette Schulte (New York, 1897-1981) a exécuté son portrait (Beauvais, musée départemental de l'Oise).

### Albums illustrés
- Horizons artificiels, préface de Claude Farrère, Paris, Les Muses françaises, 1923.
- Imagier. Cinquième année, Paris, Société de la gravure sur bois originale, 1924.
- Phosphorescences, gravures interprétées par Jules Supervielle, Paris, Les Amis de l'amour de l'Art / Librairie de France, 1935.